# Ampelocissus dichothrix
Ampelocissus dichothrix är en vinväxtart som först beskrevs av Friedrich Anton Wilhelm Miquel, och fick sitt nu gällande namn av Karl Suessenguth. Ampelocissus dichothrix ingår i släktet Ampelocissus och familjen vinväxter. Inga underarter finns listade i Catalogue of Life.